# Swansea.com Stadium
Swansea.com Stadium (kymriska: Stadiwm Swansea.com), tidigare Liberty Stadium, är en sport- och konsertarena i Swansea i Wales. Den har en kapacitet på 20 937 åskådare, samtliga sittplatser, och är den tredje största arenan i Wales. Arenan är hemmaarena för fotbollsklubben Swansea City och rugbyklubben Ospreys.
Publikrekordet är 20 605 och sattes den 13 maj 2012 vid en match mellan Swansea City och Liverpool.
Wales har även spelat fem landskamper på arenan.